# Оттивел Фиц-Эрл
Оттивел (Отуэл) Фиц-Эрл (англ. Ottiwell (Otuel, Othuer) FitzEarl; ум. 25 ноября 1120) — английский аристократ, незаконнорожденный сын Гуго д’Авранша, 1-го графа Честера. Был воспитателем детей короля Англии Генриха I Боклерка, благодаря расположению которого получил ряд владений, конфискованных у Уильяма де Мандевиля (на вдове которого он женился), а также должность констебля Тауэра. Утонул во время крушения Белого корабля.

## Биография
Отцом Оттивела был Гуго д’Авранш, 1-й граф Честер, — соратник Вильгельма Завоевателя и один из крупнейших магнатов Англии в конце XI века. Он принимал участие в нормандском завоевании Англии и получил обширные владения, включая графство Честер, из которого организовал хорошо укреплённую приграничную марку, первую в системе валлийских марок Английского королевства. Также он принимал активное участие в завоевании Северного Уэльса, получив от валлийцев из-за своей свирепости прозвище «Волк». У Гуго известен единственный законнорожденный сын Ричард, ставший его наследником, а также несколько незаконнорожденных детей от неизвестных любовниц, одним из которых был Оттивел.
Год рождения Оттивела неизвестен. Он был приближённым короля Англии Генриха I Боклерка, став наставником его детей, в первую очередь его единственного законнорожденного сына Вильгельма Аделина. В 1114 году Оттивел засвидетельствовал королевскую хартию.
Около 1116/1119 года Оттивел женился на Маргарите, дочери сенешаля королевского двора Эда де Ри, вдове Уильяма де Мандевиля. Вскоре после этого он получил маноры: Собрижворт в Хартфордшире, а также Уолден и Грейт Уолтем в Эссексе, которые в 1103 году были конфискованы у Уильяма де Мандевиля и переданы Эду де Ри. Согласно «Книге Страшного суда», в 1186 году Собриджворт и Уолден приносили ежегодный доход по 50 фунтов, а Грейт Уолтем — 60 фунтов. Также Оттивел сменил тестя на должности констебля лондонского Тауэра. Кроме того, Оттивел должен был унаследовать некоторые поместья, доставшиеся его жене после смерти отца.

## Гибель и наследство

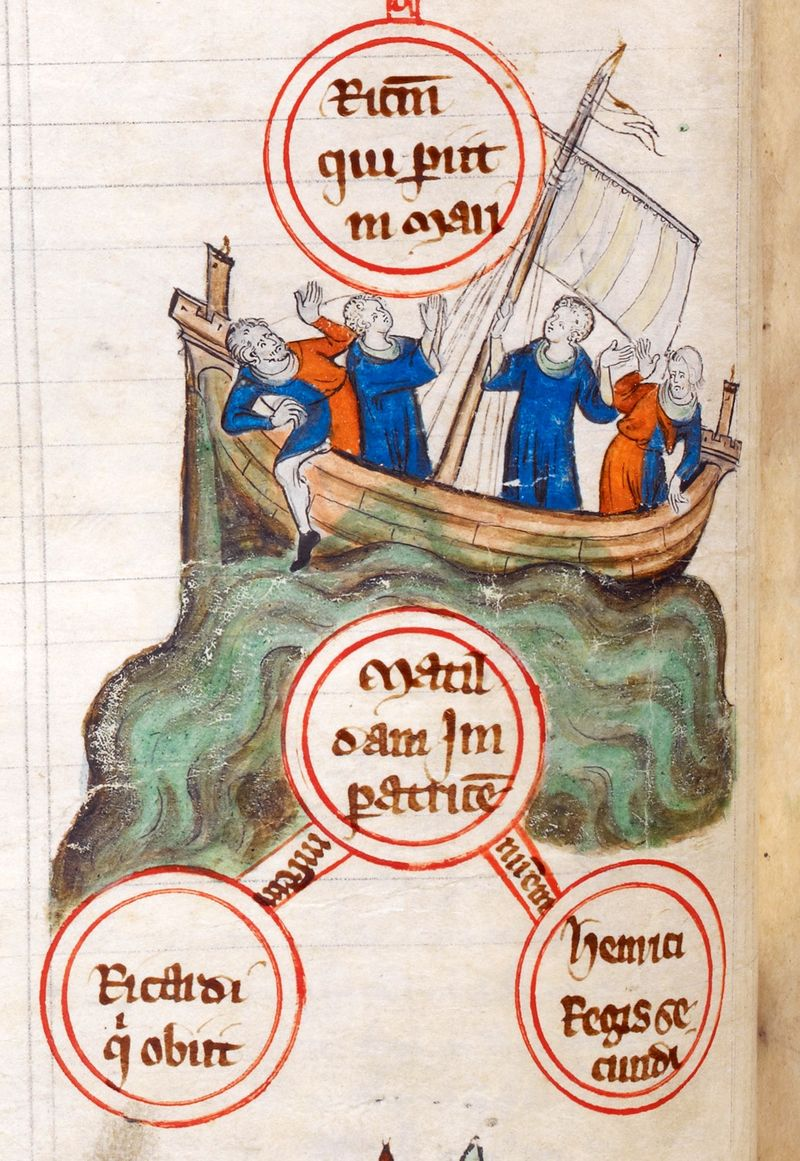
Крушение Белого корабля

В конце 1120 года Оттивел оказался в составе большой группы англонормандских аристократов и придворных Генриха I, которая отправилась через Ла-Манш, из Нормандии в Англию, на «Белом корабле». На борту этого судна был в том числе и наследник престола Вильгельм Аделин. Отправление «Белого корабля» сопровождалось празднеством и распитием вина, из-за чего пассажиры и команда к моменту отплытия были очень пьяны. Вильгельм приказал капитану обогнать другие корабли, раньше вышедшие из гавани, чтобы прибыть в Англию первыми. К этому времени уже наступила ночь, и в темноте судно наскочило на скалу. Спастись удалось только некоему Берольду, мяснику из Руана, который и рассказал о случившимся, весь остальной экипаж и пассажиры утонули.
В числе погибших был и Оттивел. Его единственный сын был младенцем. В результате все поместья, оставшиеся от Эда де Рье, перешли к короне, также под королевское управление попали и маноры Мандевилей. Позже, во время правления короля Стефана, их смог вернуть сын Маргариты де Ри от первого брака Жоффруа де Мандевиль, 1-й граф Эссекс. Должность констебля Тауэра получил Хаскольф де Танис, который, возможно, был родственником Оттивела.

## Брак и дети
Жена: с около 1116/1119 Маргарита де Ри, дочь Эда де Ри, сенешаля королевского двора, и Рохезы, вдова Уильяма де Мандевиля. Дети:
- Уильям Фиц-Оттивел (около 1120 — после 1166/1175)[3].